# 教育電子遊戲

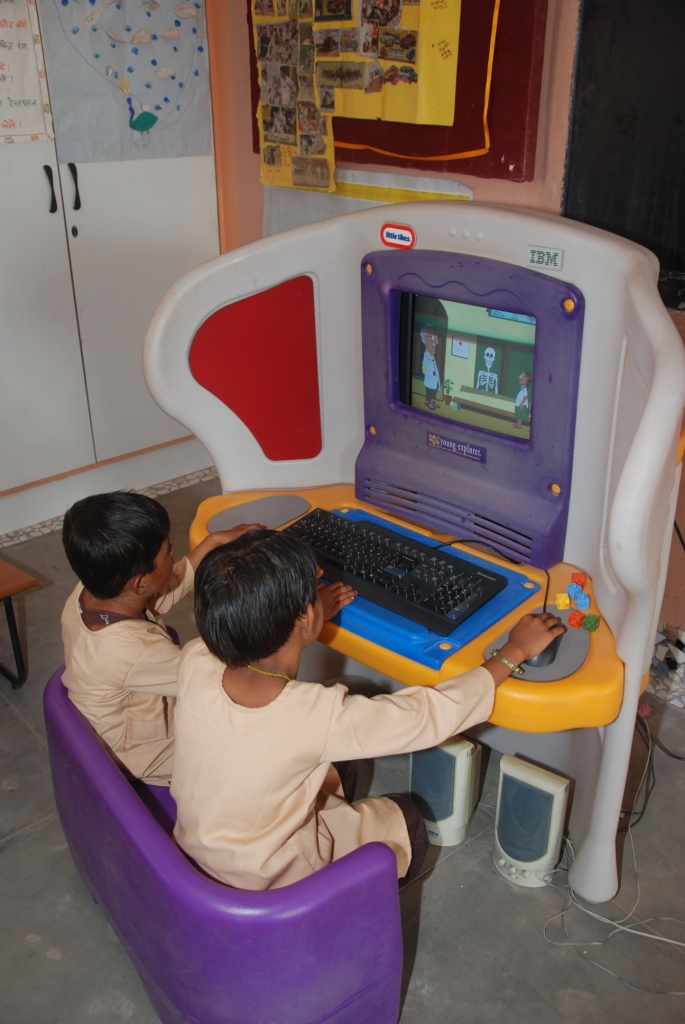
孩子们在装有教育电子游戏的电脑前

教育遊戲是指游戏内容以教育为目的的电子游戏，一般以锻炼基本技能、学习科目（如背单词）或者进行思想道德教育为主。教育游戏可以是在PC或其他平台上运行的较大型的游戏，也可能是使用Flash编写的小游戏。一般与智力游戏相关。

## 举例
- GCompris，一款由超过50个国家的人共同参与的自由软件
- PaGamO
- Tux Paint

## 媒体
公益网游在网络环境不明朗的中国大陆波澜不惊。